# Hyalonema cebuense
Hyalonema cebuense är en svampdjursart som beskrevs av Thomas Higgin 1875. Hyalonema cebuense ingår i släktet Hyalonema och familjen Hyalonematidae.
Artens utbredningsområde är Filippinerna. Inga underarter finns listade i Catalogue of Life.